# Maryna Lazebna
Maryna Volodymyrivna Lazebna (in ucraino Марина Володимирівна Лазебна?; Piskivka, 10 giugno 1975) è una politica e funzionaria ucraina, Ministro delle politiche sociali dal 4 marzo 2020 al 18 luglio 2022.

## Biografia
Nel 1998 si è laureata all'Università di Kiev. Ha lavorato presso il Ministero dell'Economia, la Segreteria del Consiglio dei Ministri e il Ministero delle Politiche Sociali. 
Dal 2013 al 2014, Lazebna ha diretto il Servizio statale per l'impiego. 
Dal 2015 al 2019, ha lavorato nel progetto "Modernizzazione del sistema di supporto sociale dell'Ucraina". Da agosto a ottobre 2019, Lazebna è stato presidente del Servizio sociale statale.